# 沙尔博纳
沙尔博纳（法語：Charbonnat，法語發音：[ʃaʁbɔna]）是法国索恩-卢瓦尔省的一个市镇，属于欧坦区。

## 地理
沙尔博纳（46°47'20"N, 4°6'54"E）面积22.23 平方千米，位于法国勃艮第-弗朗什-孔泰大區索恩-卢瓦尔省，该省份为法国中部省份，北起顺时针与科多尔省、汝拉省、安省、罗讷省、卢瓦尔省、阿列省和涅夫勒省接壤。
与沙尔博纳接壤的市镇（或旧市镇、城区）包括：阿鲁河畔蒂勒、吕济、拉布莱、屈济、蒙莫尔。

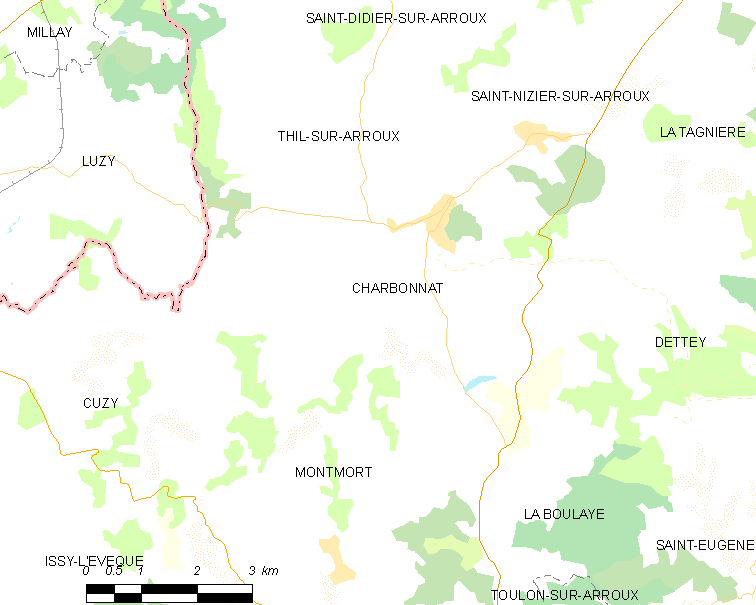
沙尔博纳的OSM定位图

沙尔博纳的时区为UTC+01:00、UTC+02:00（夏令时）。

## 行政
沙尔博纳的邮政编码为71320，INSEE市镇编码为71098。

## 政治
沙尔博纳所属的省级选区为欧坦第二县。

## 人口

1962-2008年间沙尔博纳人口变化图示

沙尔博纳于2022年1月1日时的人口数量为227人。